# Byeon Woo-seok
Dans ce nom coréen, le nom de famille, Byeon, précède le nom personnel.
Byeon Woo-seok, né le 31 octobre 1991 à Séoul, est un acteur et mannequin sud-coréen. Il est connu pour ses rôles dans Lovely runner, Flower Crew: Joseon Marriage Agency, Live Up to Your Name, Search: WWW et Record of Youth.
Depuis 2024, il est également connu pour avoir joué le rôle de Ryu Sun-jae dans la série Lovely Runner au côté de l’actrice Kim Hye-yoon. 

## Carrière
Il est devenu célèbre après avoir joué dans le drama "Record of Youth". Il est apparu dans le clip "Sweet" de Lena Park en 2014.

## Filmographie

### Cinéma
- 2017 : Midnight Runners : animateur de club
- 2019 : Destruction finale : un garde du corps
- 2021 : Soulmate
- 2022 : 20th Century Girl

### Télévision
- 2016 : Dear My Friends : Son Jong-shik
- 2016 : Weightlifting Fairy Kim Bok-joo : Aîné de Joon-Hyung (épisode 16)
- 2016 : Moon Lovers: Scarlet Heart Ryeo : l'ex petit-ami de Go Ha-jin (épisode 1)[2]
- 2017 : Secret Crushes: Season 3 : Byun Woo-suk
- 2017 : Drama Stage - The B Manager and the Love Letter : Jung Do-jin
- 2017 : Live Up to Your Name : Assistant Heo-jun
- 2017 : Drama Stage - History of Walking Upright : Jong-min
- 2017-2018 : Modulove : Byeon Woo-seok
- 2019 : Office Watch 3 : Ha Min-gyu
- 2019 : Welcome to Waikiki : Yoon Seo-won (saison 2, épisode 4)[3]
- 2019 : Search: WWW : Han Min-gyu
- 2019 : Flower Crew: Joseon Marriage Agency : Do Joon
- 2020 : Record of Youth : Won Hae-hyo[4]
- 2021 : Moonshine : Lee Pyo
- 2023 : Strong Girl Nam-Soon : Ryu Shi-Oh
- 2024 : Lovely runner : Ryu Seon-Jae
- 2026 : The 21st Century Grand Prince's Wife : Prince Lee Ahn
- 202? : Solo Leveling : Sung Jin-woo